# Leśnica
Leśnica ([lɛɕˈɲit͡sa]) (în germană Leschnitz, între 1936-1945: Bergstadt; în sileziană: Lesznica) este un oraș mic din Polonia, situat în  powiatul Strzelce, Voievodatul Opole.

## Istorie

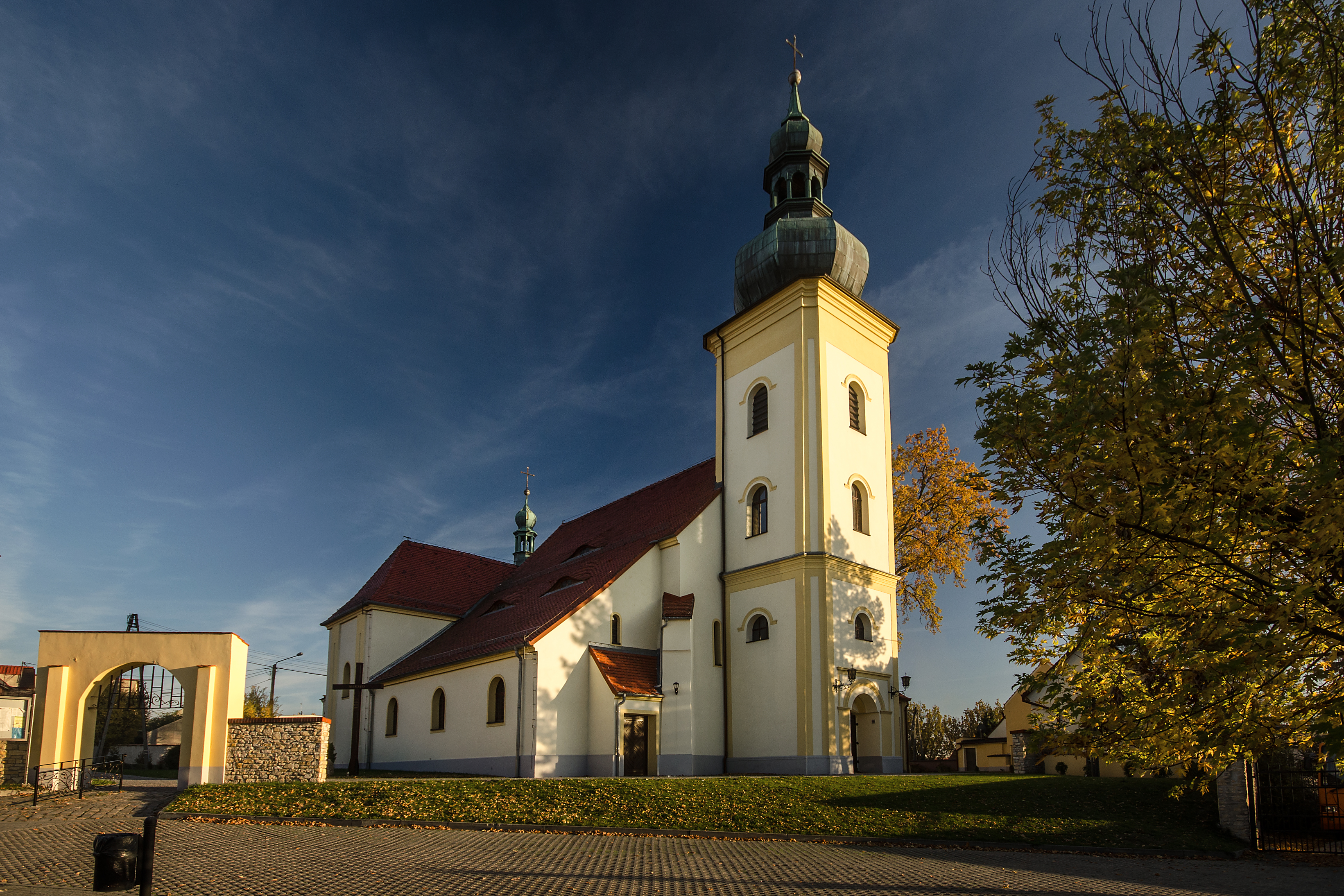
Biserica barocă Sfânta Treime

Cea mai veche mențiune cunoscută despre Leśnica apare într-un document din anul 1217 al ducelui Cazimir I de Opole. Numele său este derivat din cuvântul polonez las (care are sensul de „pădure”). Orașul a făcut parte din Ducatul de Opole al Poloniei fragmentate și a fost condus de dinastia Piast până în 1532. Orașul a fost distrus în 1429 în timpul Războaielor Husite. În 1532 a fost încorporat în Țările Coroanei boeme, din 1645 a revenit din nou la polonezi sub Casa de Vasa, iar în 1666 a ajuns sub stăpânirea Boemiei.
Sub numele german Leschnitz, a fost anexat de către Regatul Prusiei în 1742 în timpul Primului Război Silezian. În secolul al XVIII-lea, Leschnitz a aparținut de regiunea de inspecție fiscală Neustadt.
Orașul a fost inclus în landkreisul (districtul) Groß Strehlitz al provinciei prusace Silezia în 1816. Leschnitz a devenit parte a Imperiului German în 1871 în timpul unificării Germaniei. În plebiscitul din 1921 din Silezia Superioară, 89,6% din voturile locuitorilor orașului au fost exprimate în favoarea rămânerii în Germania (Republica de la Weimar).
În timpul campaniei naziste de redenumire a localităților din Prusia Răsăriteană, în 1938, când a făcut parte din provincia Silezia Superioară, a fost redenumit ca Bergstadt („oraș de munte”) pentru a îndepărta urmele de origine poloneză. În 1945, a devenit din nou parte a Poloniei după semnarea Acordului de la Potsdam și numele istoric Leśnica a fost restaurat. Deoarece peste 20% din populația orașului aparține minorității germane din Polonia, orașul folosește semne și limbă bilingvă poloneză și germană – limba poloneză a rămas limba oficială, iar germana este limbă de „cooperare”.

## Persoane notabile
- Theodor Aufrecht⁠(d) (1822–1907), indianist și sanscritist
- Falk Valentin Grünfeld (1837–1897), comerciant și comerciant cu amănuntul de textile
- Joseph Glowatzki⁠(de)[traduceți] (1847–1936), preot catolic
- Bruno Schindler⁠(de)[traduceți] (1882–1964), sinolog
- Eugen Piwowarsky⁠(d) (1891–1953), specialist în știința materialelor și metalurg german
- Gerhard Schaffran⁠(d) (1912–1996), episcop catolic de Dresda-Meissen
- Hans Lipinsky-Gottersdorf⁠(de)[traduceți] (1920–1991), scriitor german

## Orașe gemene–orașe înfrățite
Comuna este înfrățită cu:
- Černošice, Cehia
- Crostwitz, Germania
- Gerbrunn, Germania
- Hirschaid, Germania
- Karnes County, Statele Unite ale Americii
- Voitsberg, Austria